# Dřevomor kořenový

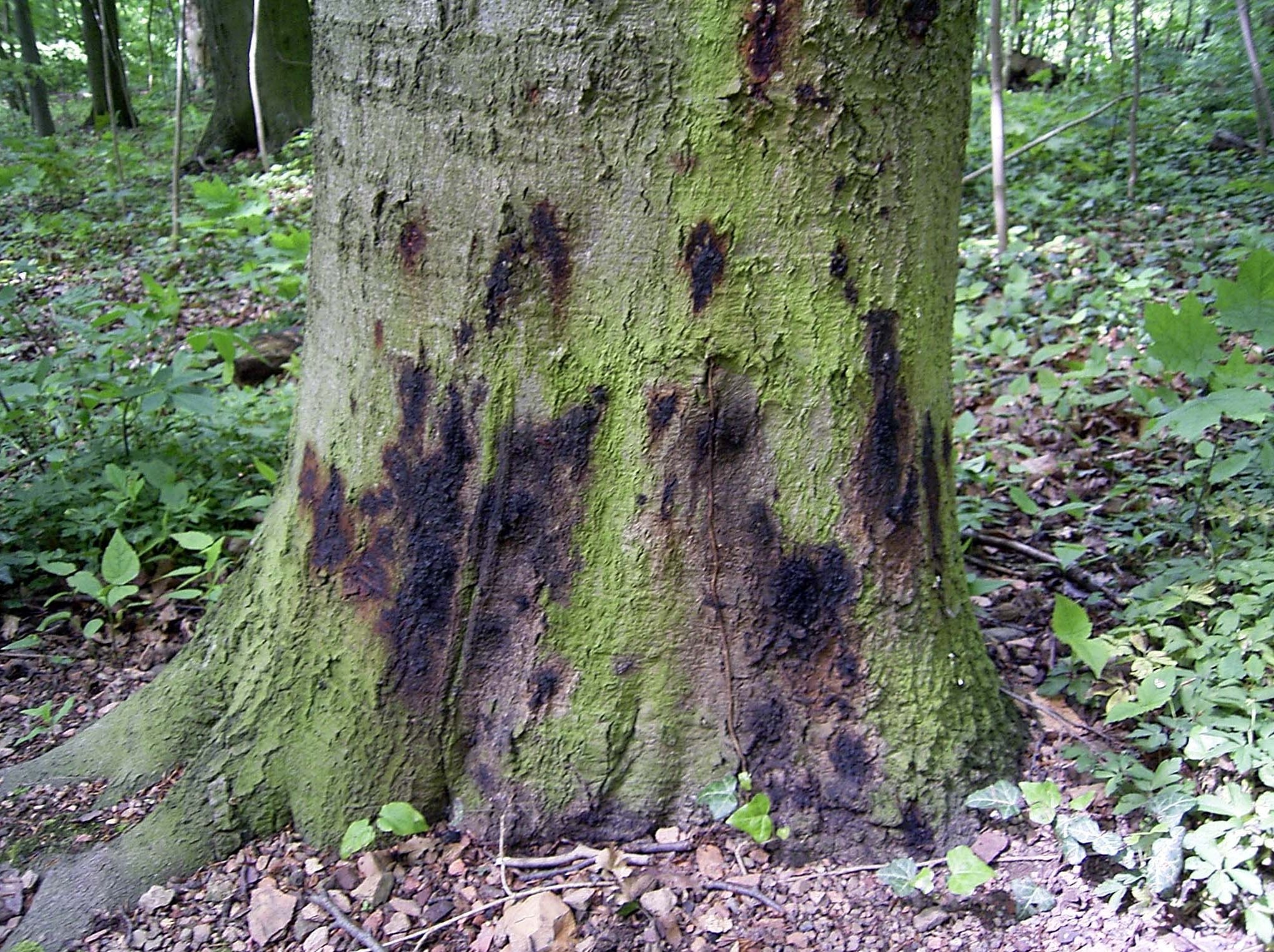
Dřevomor kořenový prorůstající bukem

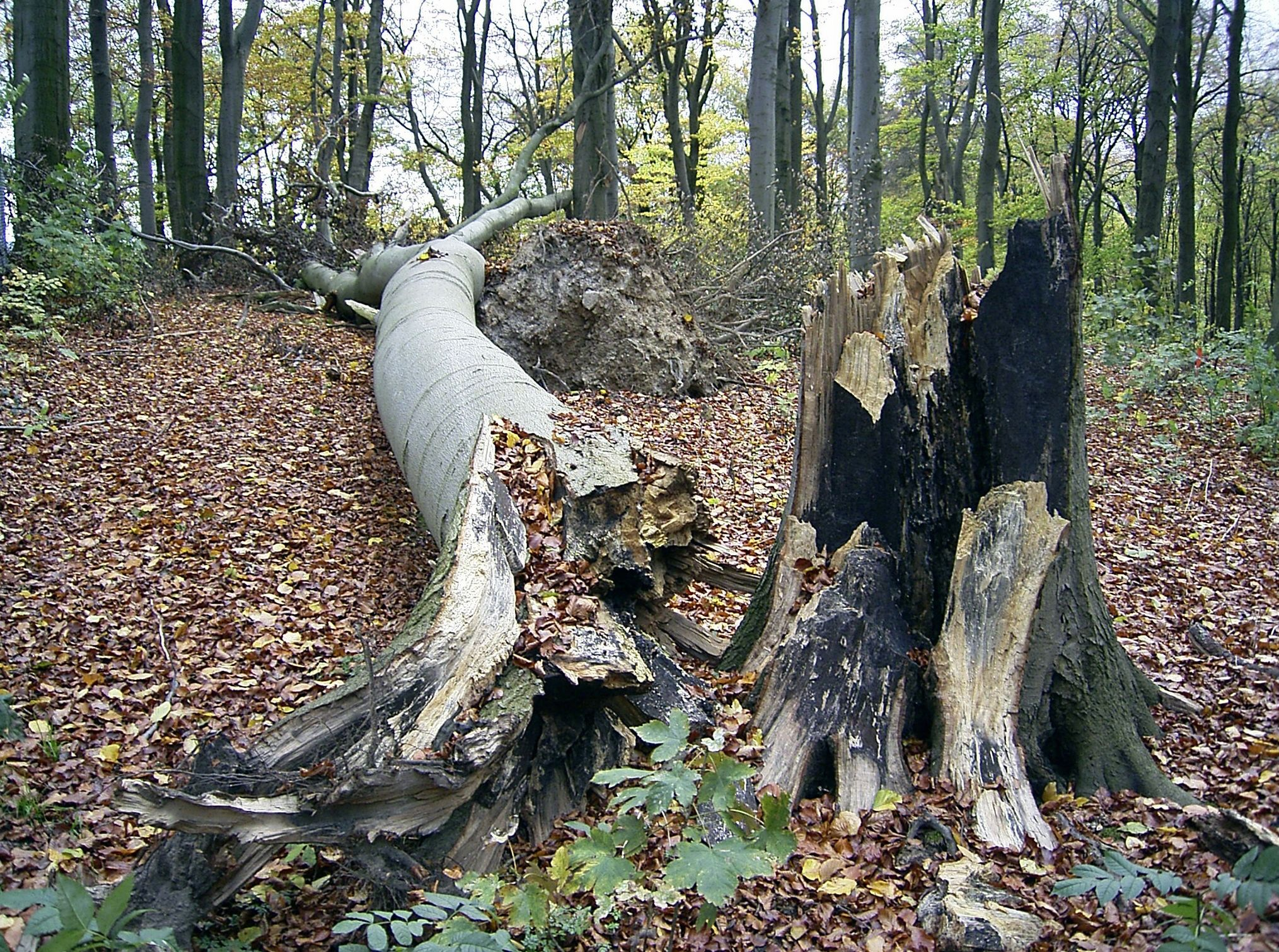
Buk lesní zničený dřevomorem kořenovým

Dřevomor kořenový neboli spálenka skořepatá (Kretzschmaria deusta syn. Hypoxylon deustum syn.Ustulina deusta ) je patogenní houba, která rozkládá dřevo především listnatých stromů. Typická je slitými kovově až modravě černými plodnicemi. Povrch plodnice je kulatě zvlněný, v době zralosti černý a připomínající tekoucí asfalt nebo lávu.

## EPPO kód
EPPO kód USTUDE

## Synonyma
- Discosphaera deusta (Hoffm.) Dumort.
- Hypoxylon deustum (Hoffm.) Grev.
- Hypoxylon magnosporum Lloyd
- Hypoxylon ustulatum Bull.
- Kretzschmaria deusta (Hoffm.) P.M.D. Martin
- Nemania deusta (Hoffm.) Gray
- Nemania maxima (Weber) House
- Sphaeria albodeusta Wahlenb.
- Sphaeria deusta Schumach.
- Sphaeria deusta Hoffm.
- Sphaeria maxima Weber
- Sphaeria maxima Bolton
- Sphaeria versipellis Tode
- Stromatosphaeria deusta (Hoffm.) Grev.
- Ustulina deusta (Hoffm.) Lind
- Ustulina maxima (Weber) Wettst.
- Ustulina vulgaris Tul. et C. Tul.

## Příznaky
Bílá hniloba kořenů. Ve vyšších částech kmene se příznaky vyskytují jen výjimečně. Na povrchu hostitele je choroba často bez příznaků.

### Možnost záměny
Podle dostupných zdrojů není žádná možnost záměny. V reálném světě lze plodnice podle popisu i vzhledu zaměnit s plodnice hub rodu černorosol (Exidia). Například neškodný černorosol bukový Exidia glandulosa roste většinou na mrtvém dřevě listnatých stromů, zejména buku, habru a dubu. Tento druh je v ČR poměrně hojný.
Příznaky na kmeni lze (podle fotografie) také snadno zaměnit s příznaky fytoftorového odumírání.

## Popis
Houba žije ve dřevě živých stromů, ale je schopna existovat dál i po zániku hostitele, takže ji lze považovat za fakultativního parazita. Plodnice bývají slité, široce přirostlé. V mládí (na jaře) jsou světlé s bílými okraji, typickou černou barvu a habitus připomínající tekoucí asfalt či lávovou strusku získávají až v době zralosti. Po vyzrání je povrch díky obsahu chitinu tvrdý a křehký (v tomto stavu může setrvat několik let). Stromy infikuje zpravidla v místech mechanického poškození kořenů nebo kmene, samotné napadení nemusí být provázeno tvorbou plodnic, případně vznikají nejprve jen na kořenech při zemi, kde nejsou vlivem opadaného listí či listovky patrné.

## Výskyt
Dřevomor se vyskytuje v mírném podnebném pásu severní polokoule. Nejčastěji napadá dřevo lip, buků, javorů a dubů. Zasáhnout může kořeny, kmen i kosterní větve do výše 3 metrů, rozkládá celulózu i lignin, způsobuje hnilobu a rozkladem opěrného systému stromu může zapříčinit či urychlit jeho zánik.

## Užití
Dřevomor není jedlý, na začátku 21. století se experimentuje s využitím v lékařství.

## Význam
Působí škody na listnatých stromech, které se následkem napadení obvykle ulamují u kořenů. Napadené dřevo má bílou barvu a vykazuje okrové skvrny. Je lehké a křehké, mechanické vlastnosti jsou narušeny.
Patří ke zdrojům ohrožení řady památných stromů. V takovém případě je vhodné napadené dřevo odstranit. Stižené dřevo se totiž dále nerozkládá, drží původní objem, a tak brání regeneraci (zavalování a vytváření adventivních kořenů). Dlouhodobé napadení dřevomorem, které sahá až do druhé poloviny 16. století, bylo popsáno fytopatologem doc. Ing. Aloisem Černým, CSc. u Lukasovy lípy.

## Synonyma
Podle botany.cz je pro patogena dřevomor kořenový používáno více názvů  například Discosphaera deusta nebo Nemania maxima.

## Ochrana rostlin
Ochrana spočívá v kontrole dřevin s ohledem na odolnost proti lámání a bezpečnosti na stanovišti využitím štěpinkové metody.